# Miguel de Almeida (jornalista)
Miguel de Almeida (n. 1958) é um jornalista, poeta e editor brasileiro.

## Biografia
Formado pela Faculdade Cásper Líbero em 1979, Miguel de Almeida começou no jornal Última Hora, em 1978, em São Paulo. Poucos meses depois, transfere-se para a Folha de S. Paulo, como repórter de cultura, onde permanece até 1986, cobrindo as áreas de cultura, esportes e política. Foi ainda um dos mais jovens colunistas da grande imprensa brasileira ao ser titular do Painel da Ilustrada. Neste período, junto com Matinas Suzuki Jr., Caio Túlio Costa e Ruy Castro, entre outros, participa da renovação da Folha Ilustrada, caderno cultural da Folha de S.Paulo, com textos irônicos, polemicos e inventivos. O sucesso da Ilustrada ultrapassa as fronteiras de São Paulo e ganha repercussão nacional.
Em 1982, Miguel de Almeida refaz o trajeto do escritor Mário de Andrade registrado em O turista aprendiz e publica diariamente  na Ilustrada uma crônica sobre sua viagem de cerca de quatro meses, que vai de São Paulo à Letícia, na Colombia. O material depois torna-se o livro Trilha nos trópicos.
No jornal Diário Popular, de São Paulo, como diretor editorial, promove a sua renovação jornalística, entre 1987-88.
Convidado por Evandro Carlos de Andrade, diretor de O Globo, assume o cargo de editor do Segundo Caderno, quando novamente faz uma reformulação editorial. É responsável pela criação e lançamento do suplemento Ela, de comportamento e moda.
Entre 1993 e 2008, é colunista de O Globo, O Estado de S.Paulo e crítico de artes plásticas da Gazeta Mercantil.
Na década de 2000 lança e dirige diversas publicações como MSG, Reserva Cultural, Cadernos Apimec, EnCena e Pólo de Arte. No mesmo período cria a revista digital literária Harpya e o site de conteúdo estruturado E-Clipping. É diretor editorial e sócio da Lazuli Editora.
Em 2013 lançou o site de artes visuais e cultura O Beijo.

## Audiovisual
Diretor artístico e apresentador do programa Sala de Cinema, no SescTV; Diretor artístico e apresentador do programa Contraplano, no SescTV; e Co-diretor e roteirista do documentário Ilustrada (em finalização).

## Diretor editorial
É diretor editorial da Lazuli Editora, casa editorial especializada na publicação de livros de Economia, Mercado de Capitais, Cultura, Comunicação, Literatura Brasileira, Artes e Arquitetura.
Entre os autores publicados pela Lazuli se encontram nomes como Ferreira Gullar, Walnice Nogueira Galvão, Aziz Ab’Sáber, Lucia Santaella, Olgária Matos, Ivan Ângelo, Marcio Souza, Geraldo Carneiro, Gerardo Mello Mourão, entre outros.

## Gestão Cultural
Dirigiu a Casa Mário de Andrade, ligada ao Memorial da América Latina, de 1994 a 1995, quando montou cursos de literatura e de ensaísmo dados por escritores como Plínio Marcos, João Antonio, Claudio Willer, entre outros.
Em 1993, dirigiu as comemorações do centenário de nascimento do escritor Mário de Andrade para a Secretaria de Estado da Cultura, sob gestão do artista gráfico Ricardo Ohtake.
Entre 1995 e 1996, integrou o Cimus – Conselho Ibero-Americano de Música do Ministério de Cultura da Espanha.

## Obra

### Poesia
Dobrando Esquinas (1982)
Blue Paixão (1985)

### Relatos de Viagem e crônicas
Trilha nos Trópicos, relatos de viagem (1983)
Antes de Francisca, crônicas (1995)

### Artes Plásticas
Tomie Ohtake (2006)
Emanoel Araújo (2007)
Flavio-Shiró (2008)
Maria Bonomi (2008)

### Infanto-juvenil
Clóvis, a história de um menino mau (1987)
Pizuca e os Bichos Vira-Latas (2005)
Sapopemba – O romance do Belo e da Beleza (2008)
O fantasma fosforescente (2013)

### Ensaios
Do pré-tropicalismo aos sertões incandescentes, 50 anos do Teatro Oficina (2013)